# Design Museum
El Museo del Diseño (Design Museum en inglés), es un edificio vanguardista dedicado al diseño situado en  Londres, Reino Unido. Fue el primero del mundo dedicado en exclusiva a los objetos diseñados y producidos en serie.
Su colección está formada por diseños gráficos, mobiliario, radios, coches, televisiones, útiles domésticos, electrodomésticos y objetos tecnológicos. Además, posee una famosa escultura hecha por Paolozzi situada a la entrada del museo.

## Imágenes

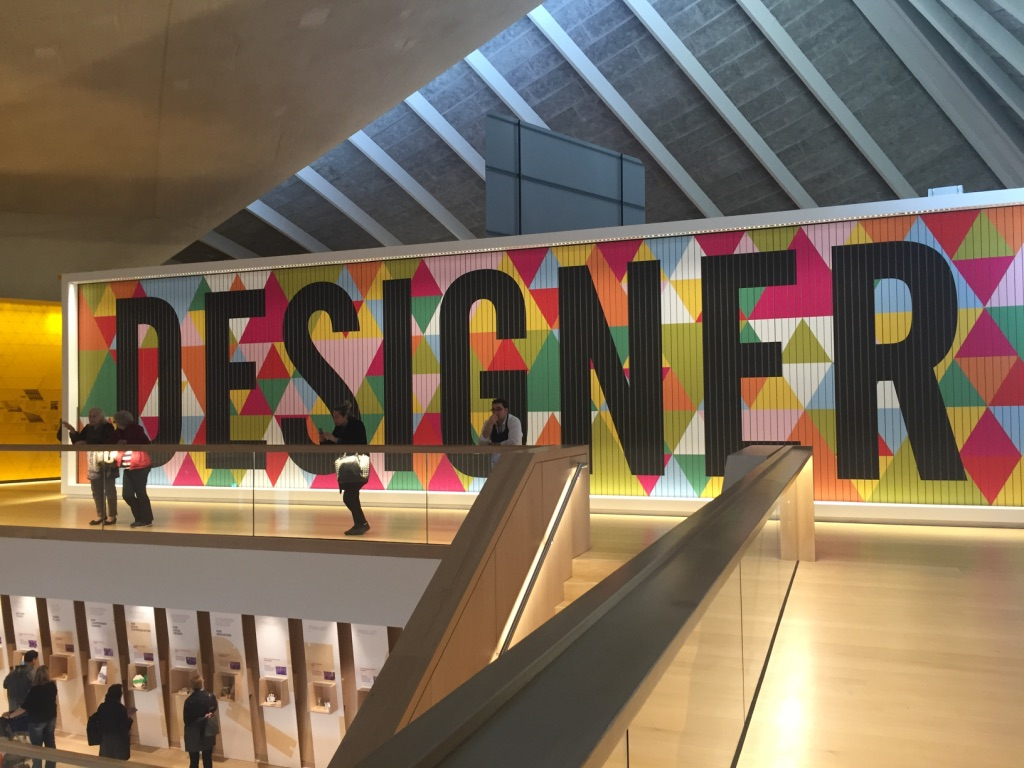
The Design Museum - London

- Datos: Q571249
- Multimedia: Design Museum London / Q571249